# Høng-Tølløse Jernbane
Høng-Tølløse Jernbane A/S (HTJ) var et dansk jernbaneselskab, der drev Tølløsebanen. Aktieelskabet Høng-Tølløse Jernbane indgik per 12. juni 2003 i Vestsjællands Lokalbaner A/S. Vestsjællands Lokalbaner blev 1. januar 2009 sammenlagt med Østbanen og Lollandsbanen til selskabet Regionstog A/S, der 1. juli 2015 indgik i Lokaltog.
Strækningen Høng-Tølløse, der åbnedes 22. december 1901, var HTJ's oprindelige strækning. Desuden trafikerede selskabet strækningen Høng-Slagelse med persontrafik på den tidligere DSB-strækning Slagelse-Værslev.